# Zygophyllum pterocarpum
Zygophyllum pterocarpum är en pockenholtsväxtart som beskrevs av Aleksandr Andrejevitj Bunge. Zygophyllum pterocarpum ingår i släktet Zygophyllum och familjen pockenholtsväxter. Inga underarter finns listade i Catalogue of Life.